# شوراهای اتحادیه در پاکستان
شورای اتحادیه در پاکستان (به انگلیسی: Union councils of Pakistan) یک ساختار حاکمیتی انتخابیِ محلی است که متشکل از ۲۱ عضور شورا به ریاست یک صُوبه‌دار (ناظم) و معاون او نایب ناظم است. شوراهای اتحادیه، سطح پنجم حاکمیتی در پاکستان هستند. در ایالت خیبر پختونخوا این شوراها به شوراهای روستا (به انگلیسی: Village Council) معروف هستند.
در تقسیمات کشوری پاکستان، ناحیهٔ تحت سرپرستی یک شورای اتحادیه معمولاً زیرمجموعه‌ای از یک تحصیل است.